# Передаточные функции в обработке изображений
Эта статья посвящена передаточным функциям, используемым в отображении и обработке фото и видео, и описанию взаимосвязи между электрическим сигналом, светом сцены и отображаемым светом.

## Определения
Оптоэлектронная передаточная функция (OETF) — функция, получающая на вход относительную линейную яркость сцены (объекта съемки), и преобразующая её в цифровое изображение или видеосигнал. Как правило, это преобразование происходит в камере или сканере. После OETF-функции цифровой сигнал может быть дополнительно подвергнут компрессии (с потерями или без) для более эффективного сохранения и/или передачи.
Электронно-оптическая передаточная функция (EOTF) — функция, получаящая на вход цифровое изображение или видеосигнал, и преобразующая его в линейную яркость изображения на экране. Используется устройством с дисплеем.
Оптооптическая передаточная функция (OOTF) — функция, получающая на вход относительную линейную яркость сцены (объекта съемки) и преобразующая её в линейную яркость изображения на дисплее. OOTF является результатом OETF и EOTF и, как правило, является нелинейной.

## Список передаточных функций

### ЛинейныеOETF-функции
- Формат RAW: Как правило, цифровые фотоаппараты сохраняют данные с сенсора камеры в линейном формате (в два раза больше света — в два раза выше цифровое значение в файле). Однако, некоторые форматы RAW используют нелинейное квантование.[3][4][5]
- Некоторые OETF и EOTF используют линейные функции, которые затем сопровождаются нелинейными (например, sRGB и Rec. 709)[6]

### ЛогарифмическиеOETF-функции
- Производители цифровых фото- и видеокамер используют различные логарифмические профили для расширения динамического диапазона[7][8]

### HDR-видео
Для HDR-видео были разработаны следующие передаточные функции:
- Перцептивное квантование (PQ) — передаточная функция, разработанная компаний Dolby для HDR, стандартизированна в Rec. 2100.[2]
- Hybrid log–gamma (HLG) — нелинейная передаточная функция, в которой для нижней половины значений сигнала используется гамма-кривая, а для верхней половины значений сигнала — логарифмическая кривая.[9] Разработана NHK и BBC, стандартизированна в Rec. 2100.[2]